# 10233 Ле Крезо
10233 Ле Крезо (10233 Le Creusot) — астероїд головного поясу, відкритий 5 грудня 1997 року.
Тіссеранів параметр щодо Юпітера — 3,350.
Названо на честь Ле-Крезо, міста у Франції